# Il maestro di scherma (romanzo)
Il maestro di scherma (El maestro de esgrima) è un romanzo thriller di Arturo Pérez-Reverte, pubblicato in Spagna nel 1988 da Arnoldo Mondadori Editore, e tradotto in italiano nel 1999, edito da Marco Tropea Editore.

## La trama
Il protagonista, Jaime Astarloa (il maestro di scherma, appunto), è un personaggio senza tempo, fedele soltanto alla sua arte di spadaccino, che lo nobilita e dà un senso alla sua vita, senza badare agli sconvolgimenti della Spagna del 1868. Gli avvenimenti storici non lo toccano, neppure quando si ritrova nel bel mezzo di un dibattito politico, in un caffè di Madrid. 
La sua attività di insegnante, però, è scossa dalla comparsa di una donna misteriosa che farà riemergere in lui emozioni dimenticate. La donna in realtà è una crudele assassina che lo coinvolgerà in una serie di omicidi cruenti, apparentemente inspiegabili. Saranno alcune lettere che un amico ucciso gli affiderà a svelargli i misteri che stanno dietro alla scia di sangue.

## Film
Nel 1992 ne venne realizzato l'adattamento cinematografico Il maestro di scherma diretto da Pedro Olea. Lo stesso Arturo Pérez-Reverte collaborò alla stesura della sceneggiatura, che ricevette il Premio Goya nel 1993.

## Edizioni
- Arturo Pérez-Reverte, Il maestro di scherma, Marco Tropea Editore, 1999,  p. 286, ISBN 88-438-0167-8.